# حيفة العمير (بعدان)

تعديل مصدري - تعديل

حيفة العمير محلة تابعة لقرية المظرة، التابعة لعزلة الحيث بمديرية بعدان إحدى مديريات محافظة إب في الجمهورية اليمنية، بلغ تعداد سكانها 84 حسب تعداد اليمن لعام 2004.